# Dormelles
Dormelles és un municipi francès, situat al departament de Sena i Marne i a la regió de Illa de França. L'any 2007 tenia 852 habitants.
Forma part del cantó de Nemours, del districte de Fontainebleau i de la Comunitat de comunes Moret Seine et Loing.

## Demografia

### Població
El 2007 la població de fet de Dormelles era de 852 persones. Hi havia 310 famílies, de les quals 60 eren unipersonals (36 homes vivint sols i 24 dones vivint soles), 119 parelles sense fills, 127 parelles amb fills i 4 famílies monoparentals amb fills.
La població ha evolucionat segons el següent gràfic:
Habitants censats

### Habitatges
El 2007 hi havia 379 habitatges, 304 eren l'habitatge principal de la família, 59 eren segones residències i 16 estaven desocupats. 373 eren cases i 2 eren apartaments. Dels 304 habitatges principals, 265 estaven ocupats pels seus propietaris, 38 estaven llogats i ocupats pels llogaters i 2 estaven cedits a títol gratuït; 2 tenien una cambra, 9 en tenien dues, 40 en tenien tres, 76 en tenien quatre i 177 en tenien cinc o més. 258 habitatges disposaven pel capbaix d'una plaça de pàrquing. A 120 habitatges hi havia un automòbil i a 179 n'hi havia dos o més.

### Piràmide de població
La piràmide de població per edats i sexe el 2009 era:
| Homes | Edats   | Dones |
| ----- | ------- | ----- |
| 0     | 95 o +  | 1     |
| 1     | 90 a 94 | 4     |
| 1     | 85 a 89 | 14    |
| 4     | 80 a 84 | 6     |
| 15    | 75 a 79 | 20    |
| 17    | 70 a 74 | 18    |
| 21    | 65 a 69 | 13    |
| 15    | 60 a 64 | 19    |
| 20    | 55 a 59 | 16    |
| 28    | 50 a 54 | 20    |
| 35    | 45 a 49 | 38    |
| 35    | 40 a 44 | 45    |
| 32    | 35 a 39 | 21    |
| 29    | 30 a 34 | 31    |
| 17    | 25 a 29 | 22    |
| 15    | 20 a 24 | 13    |
| 36    | 15 a 19 | 21    |
| 29    | 10 a 14 | 23    |
| 21    | 5 a 9   | 31    |
| 22    | 0 a 4   | 20    |

## Economia
El 2007 la població en edat de treballar era de 551 persones, 416 eren actives i 135 eren inactives. De les 416 persones actives 387 estaven ocupades (203 homes i 184 dones) i 29 estaven aturades (17 homes i 12 dones). De les 135 persones inactives 54 estaven jubilades, 45 estaven estudiant i 36 estaven classificades com a «altres inactius».

### Ingressos
El 2009 a Dormelles hi havia 305 unitats fiscals que integraven 799,5 persones, la mediana anual d'ingressos fiscals per persona era de 24.425 €.

### Activitats econòmiques
Dels 26 establiments que hi havia el 2007, 1 era d'una empresa extractiva, 1 d'una empresa alimentària, 2 d'empreses de fabricació d'altres productes industrials, 6 d'empreses de construcció, 5 d'empreses de comerç i reparació d'automòbils, 2 d'empreses d'hostatgeria i restauració, 1 d'una empresa d'informació i comunicació, 1 d'una empresa financera, 3 d'empreses de serveis, 2 d'entitats de l'administració pública i 2 d'empreses classificades com a «altres activitats de serveis».
Dels 8 establiments de servei als particulars que hi havia el 2009, 2 eren paletes, 1 guixaire pintor, 1 fusteria, 1 lampisteria, 1 perruqueria i 2 restaurants.
L'any 2000 a Dormelles hi havia 6 explotacions agrícoles.

## Equipaments sanitaris i escolars
El 2009 hi havia una escola elemental integrada dins d'un grup escolar amb les comunes properes formant una escola dispersa.

## Poblacions més properes
El següent diagrama mostra les poblacions més properes.